# SRSF6
SRSF6 (англ. Serine and arginine rich splicing factor 6) – білок, який кодується однойменним геном, розташованим у людей на короткому плечі 20-ї хромосоми.  Довжина поліпептидного ланцюга білка становить 344 амінокислот, а молекулярна маса — 39 587.
| 10         |  | 20         |  | 30         |  | 40         |  | 50         |
| ---------- |  | ---------- |  | ---------- |  | ---------- |  | ---------- |
| MPRVYIGRLS |  | YNVREKDIQR |  | FFSGYGRLLE |  | VDLKNGYGFV |  | EFEDSRDADD |
| AVYELNGKEL |  | CGERVIVEHA |  | RGPRRDRDGY |  | SYGSRSGGGG |  | YSSRRTSGRD |
| KYGPPVRTEY |  | RLIVENLSSR |  | CSWQDLKDFM |  | RQAGEVTYAD |  | AHKERTNEGV |
| IEFRSYSDMK |  | RALDKLDGTE |  | INGRNIRLIE |  | DKPRTSHRRS |  | YSGSRSRSRS |
| RRRSRSRSRR |  | SSRSRSRSIS |  | KSRSRSRSRS |  | KGRSRSRSKG |  | RKSRSKSKSK |
| PKSDRGSHSH |  | SRSRSKDEYE |  | KSRSRSRSRS |  | PKENGKGDIK |  | SKSRSRSQSR |
| SNSPLPVPPS |  | KARSVSPPPK |  | RATSRSRSRS |  | RSKSRSRSRS |  | SSRD       |

A: Аланін

C: Цистеїн

D: Аспарагінова кислота

E: Глутамінова кислота

F: Фенілаланін

G: Гліцин

H: Гістидин

I: Ізолейцин

K: Лізин

L: Лейцин

M: Метіонін

N: Аспарагін

P: Пролін

Q: Глутамін

R: Аргінін

S: Серин

T: Треонін

V: Валін

W: Триптофан

Кодований геном білок за функцією належить до репресорів. 
Задіяний у таких біологічних процесах як процесінг мРНК, сплайсінг мРНК. 
Білок має сайт для зв'язування з РНК. 
Локалізований у ядрі.